# صلیب سرخ اتیوپی
صلیب سرخ اتیوپی(به انگلیسی: Ethiopian Red Cross Society) در سال ١٩٣٥ تأسیس گردید.مرکز فرماندهی این سازمان در آدیس آبابا، پایتخت اتیوپی واقع شده‌است.